# 嵩山宿

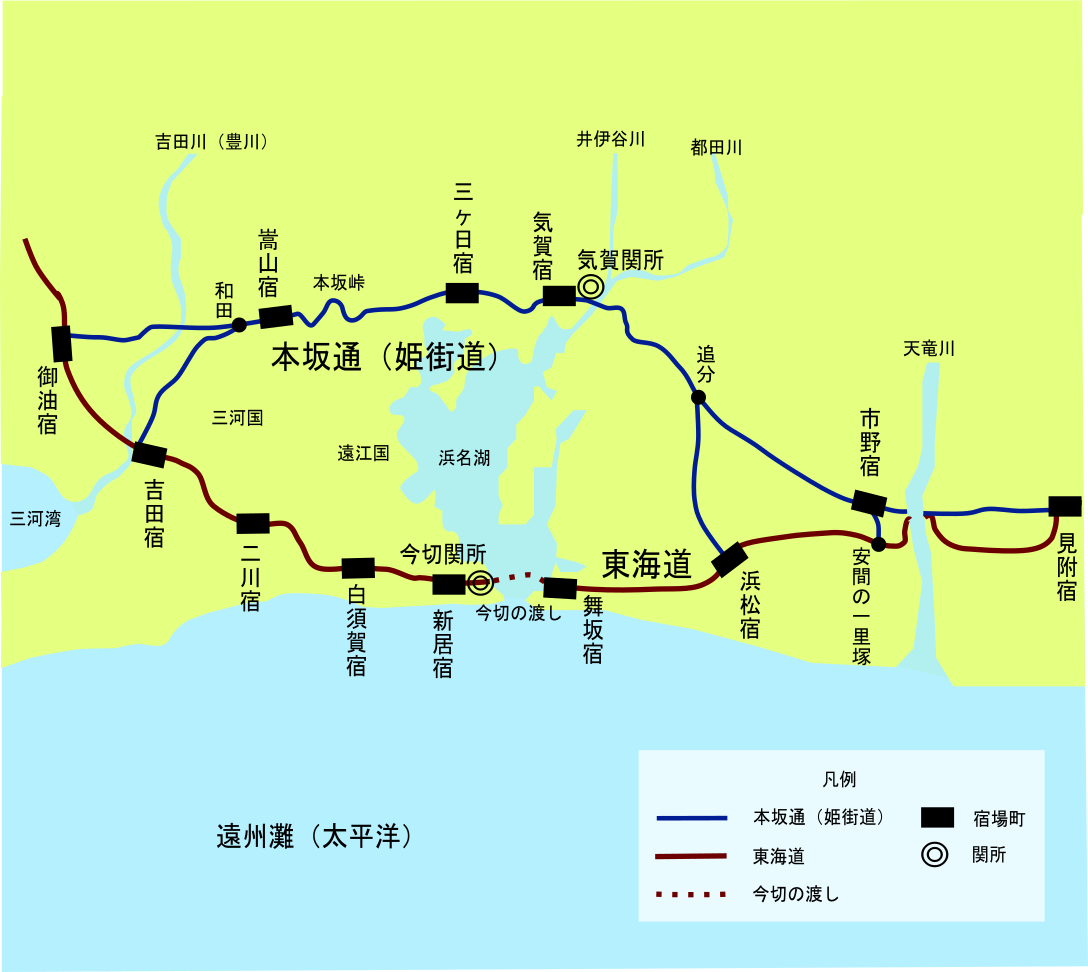
本坂通と東海道

嵩山宿（すせじゅく）は、三河国八名郡嵩山（すせ。現在の愛知県豊橋市嵩山町）にあった宿場。明和元年（1764年）に江戸幕府の道中奉行により、東海道に付属する街道の1つである本坂通（姫街道）の宿場とされた。三河吉田藩領にあった。

## 位置
嵩山宿は、浜名湖北岸の三ヶ日宿から西へ向かい、弓張山地（湖西連峰）の本坂峠を越えた所（本坂トンネルの西側）の、国道362号と平行した北側の旧道（姫街道）沿いに位置している。
部落の西端に61.97メートルの水準標があり、部落の海抜は70メートル前後で、本坂峠（標高330メートル以上）までは250メートル以上の登り道になっている。
嵩山宿から西へ向かうと和田辻に至り、和田辻から西へ進めば御油宿、南へ進めば牛川地区を通り朝倉川（境橋）を渡って吉田宿である。

## 地名
嵩山（すせ）は、1751年（寛延4年）の『東海道巡覧』では「吹瀬」の字があてられており、1907年（明治40年）の『大日本地名辞書』では「嵩山 又嵩瀬に作る」とされている。

## 歴史
宝永4年（1707年）の宝永地震で、地震と津波の被害により、東海道の浜名湖の今切の渡しが通行できなくなり、大名行列などが本坂道を通るようになった。
人馬継立の急増のため、嵩山の民衆は領主である吉田藩へ通行の差し止めを願い出た。また、江戸幕府の道中奉行所にも同様な訴えを行った。幕府は訴えを受け、本坂通の通行を禁じた。しかし、浜名湖今切の水上の通過を嫌う旅人は、本坂越えをやめなかった。したがって、幕府は本坂街道の通行を追認せざるを得なかった。
明和元年（1764年）、幕府の道中奉行所は市野宿・気賀宿・三ヶ日宿と共に、嵩山宿を正式に宿場と認めた。これ以降は、大名行列が通行すると正式に人馬の継立を行うようになった。

## 宿場の規模
江戸幕府が宿場として指定した後も、嵩山宿の規模は小さなものだった。
天保14年（1843年）の「本坂通宿村大概帳」によると、嵩山宿は、人数580人、家数130軒、本陣1軒、脇本陣・旅籠無し、という規模で、本陣といえども名主の屋敷を兼用したもので、問屋場（といやば）は定まった所は無いため、重要な通行のある場合のみ農家を問屋場として使用していた、とされている。
その後、幕末には本陣のほかに11軒の旅籠があったとされている。